# Aerialbots
Los Aerialbots (en Japón: airbots y en Francia: Aérobots) se refiere a cinco Autobots (de la serie Transformers) que se transforman en aviones o aeroplanos, los cuales se unen para crear un robot muy grande llamado Superion.

## Historia
Cuando los Decepticons y Los Autobots se hallaban en Cybertron, Los Autobots intentaron evitar que Megatron se apodere de la Llave del Vector Sigma lo cual no pudieron, Megatron logra crear a los Stunticons un grupo de Decepticons que suelen moverse por carreteras al igual que los Autobots, Los Autobots decidieron crear a Los Aerialbots un grupo de Autobots que se mueven por Aire al igual que Algunos Decepticons con la ayuda del sacrificio de Alpha Trion lo cual logra acceder a Vector Sigma logran darle vida a los Aerialbots ya que Megatron se llevó la Llave del Vector Sigma al planeta Tierra.

## Transformers primera generación (G1)
- Silverbolt: Es el líder de los Aerialbolts. Se transforma en un Concorde. Es la cabeza y el torso de Superion y da lugar a extremidades. En sus primeras apariciones sufría de pánico a las alturas muy extremas.
- Skydive: Es la pierna izquierda de Superion. Se transforma en un F-16 Fightin Falcon.
- Fireflight: (conocido como Firebolt en Japón) se transforma en un F-4 Phantom ll. Y forma el brazo derecho de Superion.
- Slingshot: (conocido como Sling en Japón) Es el brazo izquierdo de Superion. Y su trasformación es de un AV-8B Harrier ll.
- Air Raid: (conocido en Japón como Air Raider) su transformación da como resultado un F-15 Eagle. Resulta ser la pierna derecha de Superion.